# Dana Hill
Pour les articles homonymes, voir Hill.
Dana Hill est une actrice américaine née le 6 mai 1964 à Los Angeles, Californie (États-Unis), morte le 15 juillet 1996 à Burbank (Californie).

## Biographie
Elle est connue pour avoir prêté sa voix à la souris Jerry dans le long métrage d'animation Tom et Jerry, le film en 1992
Hana est décédée d'un diabète sucré.
Elle a été incinérée.

## Filmographie
- 1979 : The Paul Williams Show (TV) : Debbie
- 1979 : Featherstone's Nest (TV) : Courtney Featherstone
- 1979 : Terreur à bord ("The French Atlantic Affair") (feuilleton TV) : Maggie Joy
- 1980 : The $5.20 an Hour Dream (TV) : Kim Lissick
- 1980 : The Kids Who Knew Too Much (TV) : Foxy Cooper
- 1980 : What Are Friends For? (TV) : Michelle Mudd
- 1981 : Fallen Angel (en) (TV) : Jennifer Phillips
- 1981 : The Two of Us (en) (série télévisée) : Gabrielle 'Gabby' Gallagher
- 1982 : The Member of the Wedding (TV) : Frankie Addams
- 1982 : L'Usure du temps (Shoot the Moon) : Sherry Dunlap
- 1983 : Marjorie (Cross Creek) : Ellie Turner
- 1983 : Branagan and Mapes (TV) : Gussie Mapes
- 1984 : CBS Schoolbreak Special épisode : Welcome Home, Jellybean (TV) : Geraldine 'Jellybean' Oxley
- 1984 : Silence of the Heart (en) (TV) : Cindy Lewis
- 1985 : Waiting to Act : Dana
- 1985 : Bonjour les vacances 2 (European Vacation) d'Amy Heckerling : Audrey Griswold
- 1986 : Picnic (TV) : Millie Owens
- 1986 : Combat High (en) (TV) : Sgt. Andrea Pritchett
- 1987 : Mighty Mouse, the New Adventures (série télévisée) : Orphan Scrappy (voix)
- 1988 : The Flintstone Kids' Just Say No Special (en) (TV) : Stoney (voix)
- 1988 : The Adventures of Raggedy Ann and Andy (série télévisée) : Raggedy Dog (voix)
- 1989 : Dink le petit dinosaure (Dink, the Little Dinosaur) (série télévisée) : Additional Voices (voix)
- 1989 : Marvin: Baby of the Year (TV) : Marvin Miller (voix)
- 1990 : Widget (Widget, the World Watcher) (série télévisée) : Kevin (voix)
- 1990 : Sugar and Spice (en) (série télévisée) : Ginger
- 1990 : Jetsons: The Movie : Teddy 2 (voix)
- 1991 : Homère le roi des cabots (Rover Dangerfield) : Danny (voix)
- 1991 : Final Verdict (en) (TV) : Francy
- 1992 : La Bande à Dingo ("Goof Troop") (série télévisée) : Maximilliam 'Max / Maxie' Goof (voix)
- 1992 : Tom et Jerry: Le film (Tom and Jerry: The Movie) : Jerry (voix)
- 1993 : Junior le terrible (Problem Child) (série télévisée) : Additional Voices (voix)
- 1993 : A Goof Troop Christmas (TV) : Maximillian 'Max' Goof (voix)
- 1994 : Duckman: Private Dick/Family Man (série télévisée) : Charles (1994-1997) (voix)
- 1996 : Le Bossu de Notre-Dame (The Hunchback of Notre Dame) : Additional Voice (voix)